# Jeb Bush
Jeb Bush, właśc.: John Ellis Bush (ur. 11 lutego 1953 w Midland w Teksasie) – amerykański polityk Partii Republikańskiej, gubernator stanu Floryda w latach 1999–2007. 

## Życiorys
Ukończył magna cum laude iberoamerykanistykę na uniwersytecie w Teksasie. 23 lutego 1974 poślubił Meksykankę Columbę Garnicę Gallo, która później urodziła troje dzieci. W 1980 przeniósł się na Florydę, gdzie otworzył agencję handlu nieruchomościami. W 1995 przeszedł na katolicyzm.
W 1984 został przewodniczącym Partii Republikańskiej w swoim hrabstwie, a w 1987 gubernator Robert Martinez mianował go przewodniczącym stanowego Ministerstwa Handlu. W 1994 wystartował po raz pierwszy w wyborach na gubernatora, przegrywając niewielką liczbą głosów, w 1998 zdobył stanowisko gubernatora, a w 2002 został wybrany ponownie.
15 czerwca 2015 oficjalnie ogłosił, że wystartuje w prawyborach prezydenckich Partii Republikańskiej w 2016 roku. 20 lutego 2016 po prawyborach w Karolinie Południowej oświadczył, że rezygnuje z dalszego uczestnictwa w wyścigu o nominację prezydencką Partii Republikańskiej.

## Życie prywatne
Syn 41. prezydenta USA George H.W. Busha, brat 43. prezydentem Stanów Zjednoczonych George W. Busha.
Jako jedyny z rodziny Bushów jest katolikiem.